# Publio Cornelio Scipione Barbato
Publio Cornelio Scipione Barbato (latino: Publius Cornelius Scipio Barbatus) (fl. IV secolo a.C.) è stato un politico romano.

## Biografia
Fu nominato dittatore nel 306 a.C., in assenza dei consoli Quinto Marcio Tremulo e Publio Cornelio Arvina, impegnati contro i Sanniti, per indire le nuove elezioni consolari.